# Johannes Grimm
Johannes Grimm (ur. 1898, zm. 28 maja 1947 w Landsberg am Lech) – zbrodniarz hilerowski, kierownik kamieniołomu w obozie koncentracyjnym Mauthausen i SS-Obersturmführer.
Był kierownikiem kamieniołomu w Mauthausen od 1 marca 1941 aż do 5 maja 1945. Początkowo pełnił tę funkcję jako pracownik cywilny (do 10 kwietnia 1942), następnie wstąpił do Waffen-SS. Członkiem Allgemeine-SS Grimm był natomiast od 8 października 1941. Znęcał się nad podległymi mu więźniami, bijąc ich rozmaitymi narzędziami (np. prętem czy łopatą) do nieprzytomności, co czasem prowadziło do ich zgonu. Oprócz tego stosował także karę pozbawienia racji żywności, co przy warunkach panujących w kamieniołomie prowadziło do szybkiego wyniszczenia organizmu więźniów.
Johannes Grimm został osądzony za swoje zbrodnie w procesie załogi Mauthausen-Gusen (US vs. Johann Altfuldisch i inni) przed amerykańskim Trybunałem Wojskowym w Dachau. Wymierzono mu karę śmierci przez powieszenie, którą wykonano w więzieniu Landsberg pod koniec maja 1947.